# FIBA Liga das Américas 2019
A Liga das Américas 2019 foi a décima segunda e última edição da competição, que envolvia equipes de quase todos os continentes americanos. Assim como na edição anterior, a FIBA manteve o formato da liga com 16 equipes participantes..

## Qualificação
A qualificação ao torneio veio através dos campeonatos nacionais e continentais dos países plenamente filiados à FIBA Américas. Em 2018, a Liga das Américas contou com 16 clubes participantes, com suas vagas sendo distribuídas entre os seguintes países:
| FIBA Américas: - Argentina: 1 vaga - Brasil: 1 vaga - Nicarágua: 1 vaga | Zona Norte: - México: 2 vagas - Porto Rico: 2 vagas - Panamá: 1 vaga | Zona Sul: - Argentina: 2 vagas - Brasil: 2 vagas - Chile: 1 vaga - Colômbia: 1 vaga - Uruguai: 1 vaga - Venezuela: 1 vaga |

## Primeira Fase

### Chaveamento
| Grupo A                 | Grupo B                       | Grupo C                | Grupo D              |
| ----------------------- | ----------------------------- | ---------------------- | -------------------- |
| Paulistano              | Capitanes da Cidade do México | Mogi das Cruzes        | Capitanes de Arecibo |
| Atenas                  | Soles de Mexicali             | San Lorenzo            | Guaros de Lara       |
| Malvín                  | Franca                        | San Martín             | Universitarios       |
| Titanes de Barranquilla | Real Estelí                   | Las Ánimas de Valdivia | Leones de Ponce      |

### Grupo A
São Paulo
| Pos. | Equipe                  | Pts | P | V | D | PF  | PC  | Dif |
| ---- | ----------------------- | --- | - | - | - | --- | --- | --- |
| 1.   | Paulistano              | 6   | 3 | 3 | 0 | 262 | 180 | +82 |
| 2.   | Atenas                  | 4   | 3 | 1 | 2 | 217 | 227 | -10 |
| 3.   | Malvín                  | 4   | 3 | 1 | 2 | 214 | 253 | -39 |
| 4.   | Titanes de Barranquilla | 4   | 3 | 1 | 2 | 231 | 284 | -53 |

|  | Classificados para a próxima fase. |

Os horários correspondem ao fuso horário de São Paulo, (UTC−2).
| 18 de janeiro | Relatório | Atenas 78, Malvín 66                          | Atenas 78, Malvín 66 | Atenas 78, Malvín 66 |  | Ginásio Antônio Prado Jr. · Árbitros: · |  |
| 18 de janeiro | Relatório | Placar por quarto: 20–15, 16–12, 24–17, 18–22 |                      |                      |  | Ginásio Antônio Prado Jr. · Árbitros: · |  |

| 18 de janeiro | Relatório | CA Paulistano 102, Titanes de Barranquilla 55 | CA Paulistano 102, Titanes de Barranquilla 55 | CA Paulistano 102, Titanes de Barranquilla 55 |  | Ginásio Antônio Prado Jr. · Árbitros: · |  |
| 18 de janeiro | Relatório | Placar por quarto: 23–15, 29–7, 28–14, 22–19  |                                               |                                               |  | Ginásio Antônio Prado Jr. · Árbitros: · |  |

| 19 de janeiro | Relatório | Titanes de Barranquilla 79, Atenas 76         | Titanes de Barranquilla 79, Atenas 76 | Titanes de Barranquilla 79, Atenas 76 |  | Ginásio Antônio Prado Jr. · Árbitros: · |  |
| 19 de janeiro | Relatório | Placar por quarto: 18–12, 16–19, 25–21, 20–24 |                                       |                                       |  | Ginásio Antônio Prado Jr. · Árbitros: · |  |

| 19 de janeiro | Relatório | Malvín 62, CA Paulistano 78                   | Malvín 62, CA Paulistano 78 | Malvín 62, CA Paulistano 78 |  | Ginásio Antônio Prado Jr. · Árbitros: · |  |
| 19 de janeiro | Relatório | Placar por quarto: 22–23, 12–15, 11–17, 17–23 |                             |                             |  | Ginásio Antônio Prado Jr. · Árbitros: · |  |

| 20 de janeiro | Relatório | Malvín 106, Titanes de Barranquilla 97                   | Malvín 106, Titanes de Barranquilla 97 | Malvín 106, Titanes de Barranquilla 97 | OT | Ginásio Antônio Prado Jr. · Árbitros: · |  |
| 20 de janeiro | Relatório | Placar por quarto: 16–13, 26–15, 18–19, 22–35, OT: 24–15 |                                        |                                        | OT | Ginásio Antônio Prado Jr. · Árbitros: · |  |

| 20 de janeiro | Relatório | CA Paulistano 82, Atenas 63                   | CA Paulistano 82, Atenas 63 | CA Paulistano 82, Atenas 63 |  | Ginásio Antônio Prado Jr. · Árbitros: · |  |
| 20 de janeiro | Relatório | Placar por quarto: 16–14, 21–14, 24–12, 21–23 |                             |                             |  | Ginásio Antônio Prado Jr. · Árbitros: · |  |

### Grupo B
Cidade do México
| Pos. | Equipe                        | Pts | P | V | D | PF  | PC  | Dif |
| ---- | ----------------------------- | --- | - | - | - | --- | --- | --- |
| 1.   | Franca                        | 6   | 3 | 3 | 0 | 285 | 224 | +61 |
| 2.   | Capitanes da Cidade do México | 5   | 3 | 2 | 1 | 254 | 246 | +8  |
| 3.   | Soles de Mexicali             | 4   | 3 | 1 | 2 | 225 | 249 | -24 |
| 4.   | Real Estelí                   | 3   | 3 | 0 | 3 | 235 | 280 | -45 |

|  | Classificados para a próxima fase. |

Os horários correspondem ao fuso horário de Cidade do México, (UTC−6).
| 25 de janeiro | Relatório | Franca BC 91, Soles de Mexicali 68            | Franca BC 91, Soles de Mexicali 68 | Franca BC 91, Soles de Mexicali 68 |  | Gimnasio Juan de la Barrera · Árbitros: · |  |
| 25 de janeiro | Relatório | Placar por quarto: 29–14, 19–20, 19–23, 24–11 |                                    |                                    |  | Gimnasio Juan de la Barrera · Árbitros: · |  |

| 25 de janeiro | Relatório | Capitanes 93, Real Estelí 82                  | Capitanes 93, Real Estelí 82 | Capitanes 93, Real Estelí 82 |  | Gimnasio Juan de la Barrera · Árbitros: · |  |
| 25 de janeiro | Relatório | Placar por quarto: 27–18, 17–14, 17–31, 32–19 |                              |                              |  | Gimnasio Juan de la Barrera · Árbitros: · |  |

| 26 de janeiro | Relatório | Real Estelí 70, Franca BC 100                 | Real Estelí 70, Franca BC 100 | Real Estelí 70, Franca BC 100 |  | Gimnasio Juan de la Barrera · Árbitros: · |  |
| 26 de janeiro | Relatório | Placar por quarto: 14–22, 14–23, 21–27, 21–28 |                               |                               |  | Gimnasio Juan de la Barrera · Árbitros: · |  |

| 26 de janeiro | Relatório | Soles de Mexicali 70, Capitanes 75            | Soles de Mexicali 70, Capitanes 75 | Soles de Mexicali 70, Capitanes 75 |  | Gimnasio Juan de la Barrera · Árbitros: · |  |
| 26 de janeiro | Relatório | Placar por quarto: 18–24, 17–17, 19–13, 16–21 |                                    |                                    |  | Gimnasio Juan de la Barrera · Árbitros: · |  |

| 27 de janeiro | Relatório | Soles de Mexicali 87, Real Estelí 83          | Soles de Mexicali 87, Real Estelí 83 | Soles de Mexicali 87, Real Estelí 83 |  | Gimnasio Juan de la Barrera · Árbitros: · |  |
| 27 de janeiro | Relatório | Placar por quarto: 18–25, 23–23, 22–18, 24–17 |                                      |                                      |  | Gimnasio Juan de la Barrera · Árbitros: · |  |

| 27 de janeiro | Relatório | Capitanes 86, Franca BC 94                    | Capitanes 86, Franca BC 94 | Capitanes 86, Franca BC 94 |  | Gimnasio Juan de la Barrera · Árbitros: · |  |
| 27 de janeiro | Relatório | Placar por quarto: 22–24, 27–19, 25–19, 12–32 |                            |                            |  | Gimnasio Juan de la Barrera · Árbitros: · |  |

### Grupo C
Valdivia
| Pos. | Equipe          | Pts | P | V | D | PF  | PC  | Dif |
| ---- | --------------- | --- | - | - | - | --- | --- | --- |
| 1.   | San Lorenzo     | 6   | 3 | 3 | 0 | 267 | 207 | +60 |
| 2.   | CD Las Ánimas   | 5   | 3 | 2 | 1 | 252 | 271 | -19 |
| 3.   | San Martín      | 4   | 3 | 1 | 2 | 211 | 215 | -4  |
| 4.   | Mogi das Cruzes | 3   | 3 | 0 | 3 | 254 | 291 | -37 |

|  | Classificados para a próxima fase. |

Os horários correspondem ao fuso horário de Valdivia, (UTC−3).
| 1 de fevereiro | Relatório | San Lorenzo 103, Mogi das Cruzes 78           | San Lorenzo 103, Mogi das Cruzes 78 | San Lorenzo 103, Mogi das Cruzes 78 |  | · Árbitros: · |  |
| 1 de fevereiro | Relatório | Placar por quarto: 24–23, 24–18, 32–24, 23–13 |                                     |                                     |  | · Árbitros: · |  |

| 1 de fevereiro | Relatório | CD Las Ánimas 74, San Martín 72               | CD Las Ánimas 74, San Martín 72 | CD Las Ánimas 74, San Martín 72 |  | Coliseo Antonio Azurmendi · Árbitros: · |  |
| 1 de fevereiro | Relatório | Placar por quarto: 12–10, 16–16, 22–24, 24–22 |                                 |                                 |  | Coliseo Antonio Azurmendi · Árbitros: · |  |

| 2 de fevereiro | Relatório | San Martín 59, San Lorenzo 71                 | San Martín 59, San Lorenzo 71 | San Martín 59, San Lorenzo 71 |  | Coliseo Antonio Azurmendi · Árbitros: · |  |
| 2 de fevereiro | Relatório | Placar por quarto: 22–16, 12–13, 13–22, 12–20 |                               |                               |  | Coliseo Antonio Azurmendi · Árbitros: · |  |

| 2 de fevereiro | Relatório | Mogi das Cruzes 106, CD Las Ánimas 108                 | Mogi das Cruzes 106, CD Las Ánimas 108 | Mogi das Cruzes 106, CD Las Ánimas 108 | OT | Coliseo Antonio Azurmendi · Árbitros: · |  |
| 2 de fevereiro | Relatório | Placar por quarto: 23–22, 23–22, 19–31, 22–12, OT: 7–9 |                                        |                                        | OT | Coliseo Antonio Azurmendi · Árbitros: · |  |

| 3 de fevereiro | Relatório | Mogi das Cruzes 70, San Martín 80             | Mogi das Cruzes 70, San Martín 80 | Mogi das Cruzes 70, San Martín 80 |  | Coliseo Antonio Azurmendi · Árbitros: · |  |
| 3 de fevereiro | Relatório | Placar por quarto: 18–23, 12–21, 20–23, 20–13 |                                   |                                   |  | Coliseo Antonio Azurmendi · Árbitros: · |  |

| 3 de fevereiro | Relatório | CD Las Ánimas 70, San Lorenzo 93              | CD Las Ánimas 70, San Lorenzo 93 | CD Las Ánimas 70, San Lorenzo 93 |  | Coliseo Antonio Azurmendi · Árbitros: · |  |
| 3 de fevereiro | Relatório | Placar por quarto: 20–20, 15–21, 18–27, 17–25 |                                  |                                  |  | Coliseo Antonio Azurmendi · Árbitros: · |  |

### Grupo D
Ponce
| Pos. | Equipe                    | Pts | P | V | D | PF  | PC  | Dif |
| ---- | ------------------------- | --- | - | - | - | --- | --- | --- |
| 1.   | Guaros de Lara            | 6   | 3 | 3 | 0 | 259 | 245 | +14 |
| 2.   | Capitanes de Arecibo      | 5   | 3 | 2 | 1 | 261 | 252 | +9  |
| 3.   | Libertadores de Querétaro | 4   | 3 | 1 | 2 | 272 | 287 | -15 |
| 4.   | Leones de Ponce           | 3   | 3 | 0 | 3 | 281 | 289 | -8  |

|  | Classificados para a próxima fase. |

Os horários correspondem ao fuso horário de Ponce, (UTC−4).
| 8 de fevereiro | Relatório | Capitanes de Arecibo 81, Guaros de Lara 84    | Capitanes de Arecibo 81, Guaros de Lara 84 | Capitanes de Arecibo 81, Guaros de Lara 84 |  | Auditorio Juan "Pachin" Vicens · Árbitros: · |  |
| 8 de fevereiro | Relatório | Placar por quarto: 17–19, 15–23, 24–18, 25–24 |                                            |                                            |  | Auditorio Juan "Pachin" Vicens · Árbitros: · |  |

| 8 de fevereiro | Relatório | Leones de Ponce 109, Libertadores de Querétaro 112 | Leones de Ponce 109, Libertadores de Querétaro 112 | Leones de Ponce 109, Libertadores de Querétaro 112 |  | Auditorio Juan "Pachin" Vicens · Árbitros: · |  |
| 8 de fevereiro | Relatório | Placar por quarto: 25–34, 24–22, 22–26, 38–30      |                                                    |                                                    |  | Auditorio Juan "Pachin" Vicens · Árbitros: · |  |

| 9 de fevereiro | Relatório | Libertadores de Querétaro 75, Capitanes de Arecibo 86 | Libertadores de Querétaro 75, Capitanes de Arecibo 86 | Libertadores de Querétaro 75, Capitanes de Arecibo 86 |  | Auditorio Juan "Pachin" Vicens · Árbitros: · |  |
| 9 de fevereiro | Relatório | Placar por quarto: 16–25, 20–26, 26–20, 13–15         |                                                       |                                                       |  | Auditorio Juan "Pachin" Vicens · Árbitros: · |  |

| 9 de fevereiro | Relatório | Guaros de Lara 83, Leones de Ponce 79         | Guaros de Lara 83, Leones de Ponce 79 | Guaros de Lara 83, Leones de Ponce 79 |  | Auditorio Juan "Pachin" Vicens · Árbitros: · |  |
| 9 de fevereiro | Relatório | Placar por quarto: 24–15, 16–17, 23–11, 20–36 |                                       |                                       |  | Auditorio Juan "Pachin" Vicens · Árbitros: · |  |

| 10 de fevereiro | Relatório | Guaros de Lara 92, Libertadores de Querétaro 85 | Guaros de Lara 92, Libertadores de Querétaro 85 | Guaros de Lara 92, Libertadores de Querétaro 85 |  | Auditorio Juan "Pachin" Vicens · Árbitros: · |  |
| 10 de fevereiro | Relatório | Placar por quarto: 20–14, 29–25, 19–22, 24–24   |                                                 |                                                 |  | Auditorio Juan "Pachin" Vicens · Árbitros: · |  |

| 10 de fevereiro | Relatório | Leones de Ponce 93, Capitanes de Arecibo 94   | Leones de Ponce 93, Capitanes de Arecibo 94 | Leones de Ponce 93, Capitanes de Arecibo 94 |  | Auditorio Juan "Pachin" Vicens · Árbitros: · |  |
| 10 de fevereiro | Relatório | Placar por quarto: 26–14, 18–26, 24–30, 25–24 |                                             |                                             |  | Auditorio Juan "Pachin" Vicens · Árbitros: · |  |

## Segunda Fase

### Chaveamento
| Grupo E                       | Grupo F                |
| ----------------------------- | ---------------------- |
| Atenas                        | San Lorenzo            |
| Paulistano                    | Las Ánimas de Valdivia |
| Capitanes da Cidade do México | Guaros de Lara         |
| Franca                        | Capitanes de Arecibo   |

### Grupo E
Franca
| Pos. | Equipe                        | Pts | P | V | D | PF  | PC  | Dif |
| ---- | ----------------------------- | --- | - | - | - | --- | --- | --- |
| 1.   | Paulistano                    | 6   | 3 | 3 | 0 | 275 | 231 | 44  |
| 2.   | Capitanes da Cidade do México | 5   | 3 | 2 | 1 | 253 | 246 | 7   |
| 3.   | Franca                        | 4   | 3 | 1 | 2 | 255 | 243 | 12  |
| 4.   | Atenas                        | 3   | 3 | 0 | 3 | 209 | 282 | -73 |

|  | Classificados para o Final Four. |

Os horários correspondem ao fuso horário de Franca, (UTC−2).
| 8 de março 19:15 | Relatório | Franca                                                            | 99–77 | Atenas                                                                      |  | Ginásio Poliesportivo Pedro Morilla Fuentes |  |
| 8 de março 19:15 | Relatório | Placar por quarto: 34-17, 20-20, 24-21, 21-19                     |       |                                                                             |  | Ginásio Poliesportivo Pedro Morilla Fuentes |  |
| 8 de março 19:15 | Relatório | Pts: Lucas Dias (18) Rbts: Lucas Cipolini (8) Asts: Elio Neto (9) |       | Pts: Xavier Roberson (13) Rbts: Walter Herrmann(5) Asts: Franco Baralle (3) |  | Ginásio Poliesportivo Pedro Morilla Fuentes |  |

| 8 de março 21:30 | Relatório | Paulistano                                                              | 98–81 | Capitanes da Cidade do México                                             |  | Ginásio Poliesportivo Pedro Morilla Fuentes |  |
| 8 de março 21:30 | Relatório | Placar por quarto: 32-14, 17-17, 15-22, 34-28                           |       |                                                                           |  | Ginásio Poliesportivo Pedro Morilla Fuentes |  |
| 8 de março 21:30 | Relatório | Pts: Guilherme Hubner (23) Rbts: Yago Mateus (6) Asts: Yago Mateus (11) |       | Pts: Rigoberto Mendoza (25) Rbts: Ismael Romero (11) Asts: Pedro Meza (9) |  | Ginásio Poliesportivo Pedro Morilla Fuentes |  |

| 9 de março 19:15 | Relatório | Capitanes da Cidade do México                                                      | 79–74 | Franca                                                            |  | Ginásio Poliesportivo Pedro Morilla Fuentes |  |
| 9 de março 19:15 | Relatório | Placar por quarto: 26-22, 15-13, 19-21, 19-18                                      |       |                                                                   |  | Ginásio Poliesportivo Pedro Morilla Fuentes |  |
| 9 de março 19:15 | Relatório | Pts: Rigoberto Mendoza (22) Rbts: Hector Hernandez (7) Asts: Rigoberto Mendoza (6) |       | Pts: Lucas Dias (26) Rbts: Lucas Cipolini (7) Asts: Elio Neto (5) |  | Ginásio Poliesportivo Pedro Morilla Fuentes |  |

| 9 de março 21:30 | Relatório | Atenas                                                                       | 68–80 | Paulistano                                                             |  | Ginásio Poliesportivo Pedro Morilla Fuentes Árbitros: Roberto Vázquez Julio Anaya Carlos Peralta |  |
| 9 de março 21:30 | Relatório | Placar por quarto: 10-29, 25-20, 14-17, 19-24                                |       |                                                                        |  | Ginásio Poliesportivo Pedro Morilla Fuentes Árbitros: Roberto Vázquez Julio Anaya Carlos Peralta |  |
| 9 de março 21:30 | Relatório | Pts: Fernando Martina (13) Rbts: Walter Herrmann (6) Asts: Franco Baralle(6) |       | Pts: Yago Mateus (17) Rbts: Guilherme Hubner (7) Asts: Yago Mateus (7) |  | Ginásio Poliesportivo Pedro Morilla Fuentes Árbitros: Roberto Vázquez Julio Anaya Carlos Peralta |  |

| 10 de março 19:15 | Relatório | Franca                                                                | 82–87 | Paulistano                                                             |  | Ginásio Poliesportivo Pedro Morilla Fuentes |  |
| 10 de março 19:15 | Relatório | Placar por quarto: 20-20, 13-18, 26-20, 23-29                         |       |                                                                        |  | Ginásio Poliesportivo Pedro Morilla Fuentes |  |
| 10 de março 19:15 | Relatório | Pts: David Jackson (22) Rbts: Lucas Cipolini (9) Asts: Lucas Dias (6) |       | Pts: Evan Roquemore (30) Rbts: Leo Meindl (8) Asts: Evan Roquemore (5) |  | Ginásio Poliesportivo Pedro Morilla Fuentes |  |

| 10 de março 21:30 | Relatório | Capitanes da Cidade do México                                                  | 93–74 | Atenas                                                                |  | Ginásio Poliesportivo Pedro Morilla Fuentes |  |
| 10 de março 21:30 | Relatório | Placar por quarto: 28-14, 15-14, 27-21, 23-25                                  |       |                                                                       |  | Ginásio Poliesportivo Pedro Morilla Fuentes |  |
| 10 de março 21:30 | Relatório | Pts: Rigoberto Mendoza (26) Rbts: Ismael Romero (11) Asts: Xavier Roberson (6) |       | Pts: Bruno Barovero (31) Rbts: Leonardo Lema (7) Asts: Pedro Meza (5) |  | Ginásio Poliesportivo Pedro Morilla Fuentes |  |

### Grupo F
Buenos Aires
| Pos. | Equipe               | Pts | P | V | D | PF  | PC  | Dif |
| ---- | -------------------- | --- | - | - | - | --- | --- | --- |
| 1.   | Guaros de Lara       | 6   | 3 | 3 | 0 | 245 | 209 | 36  |
| 2.   | San Lorenzo          | 5   | 3 | 2 | 1 | 241 | 181 | 60  |
| 3.   | Capitanes de Arecibo | 4   | 3 | 1 | 2 | 228 | 254 | –26 |
| 4.   | CD Las Ánimas        | 3   | 3 | 0 | 3 | 186 | 256 | –70 |

|  | Clasificados para o Final Four. |

Os horários correspondem ao fuso horário de Buenos Aires, UTC –3:00.
| 15 de marzo, 19:15 |                                               | Guaros de Lara | 84–81 | Capitanes de Arecibo |  | Polideportivo Roberto Pando |  |
| 15 de marzo, 19:15 | Placar por quarto: 19-17, 23-15, 18-24, 24-25 |                |       |                      |  | Polideportivo Roberto Pando |  |

| 15 de marzo, 21:30 |                                             | San Lorenzo | 89–53 | Las Ánimas de Valdivia |  | Polideportivo Roberto Pando |  |
| 15 de marzo, 21:30 | Placar por quarto: 24-27, 24-5, 19-14, 22-7 |             |       |                        |  | Polideportivo Roberto Pando |  |

| 16 de marzo, 19:10 |                                               | Las Ánimas de Valdivia | 64–89 | Guaros de Lara |  | Polideportivo Roberto Pando |  |
| 16 de marzo, 19:10 | Placar por quarto: 18-29, 18-21, 15-24, 13-15 |                        |       |                |  | Polideportivo Roberto Pando |  |

| 16 de marzo, 21:30 |                                              | Capitanes de Arecibo | 62–95 | San Lorenzo |  | Polideportivo Roberto Pando |  |
| 16 de marzo, 21:30 | Placar por quarto: 12-28, 15-5, 12-16, 23-26 |                      |       |             |  | Polideportivo Roberto Pando |  |

| 17 de marzo, 19:10 |                                               | Capitanes de Arecibo | 78–69 | Las Ánimas de Valdivia |  | Polideportivo Roberto Pando |  |
| 17 de marzo, 19:10 | Placar por quarto: 21–19, 19–13, 18–15, 20–22 |                      |       |                        |  | Polideportivo Roberto Pando |  |

| 17 de marzo, 21:30 |                                               | San Lorenzo | 57–66 | Guaros de Lara |  | Polideportivo Roberto Pando |  |
| 17 de marzo, 21:30 | Placar por quarto: 14–17, 12–17, 15–14, 16–18 |             |       |                |  | Polideportivo Roberto Pando |  |

## Quadrangular final
Buenos Aires
|  | Semifinais                    | Semifinais     |    |             | Final                         | Final |  |
|  |                               |                |    |             |                               |       |  |
|  | 30 de março                   |                |    |             |                               |       |  |
|  | Guaros de Lara                | 81             |    |             |                               |       |  |
|  | Capitanes da Cidade do México | 66             |    |             |                               |       |  |
|  |                               |                |    |             |                               |       |  |
|  |                               |                |    |             | 31 de março                   |       |  |
|  |                               |                |    |             | San Lorenzo                   | 64    |  |
|  |                               | Guaros de Lara | 61 |             |                               |       |  |
|  |                               |                |    |             |                               |       |  |
|  |                               |                |    |             |                               |       |  |
|  |                               |                |    |             | Disputa do 3º lugar           |       |  |
|  | 30 de março                   | 30 de março    |    | 31 de março | 31 de março                   |       |  |
|  | Paulistano                    | 58             |    | Paulistano  | 100                           |       |  |
|  | San Lorenzo                   | 76             |    |             | Capitanes da Cidade do México | 78    |  |

### Semi-finais
Os horários corresponderam ao fuso horário de Buenos Aires, UTC−3:00.
| 30 de março, 19:15 | Relatório | Guaros de Lara                               | 81–66 | Capitanes |  | A Definir Árbitros: --> |  |
| 30 de março, 19:15 | Relatório | Placar por quarto: 18–22, 15–9, 20–23, 28–12 |       |           |  | A Definir Árbitros: --> |  |

| 30 de março, 21:30 | Relatório | Paulistano                                    | 58–76 | San Lorenzo |  | A Definir Árbitros: --> |  |
| 30 de março, 21:30 | Relatório | Placar por quarto: 13–22, 12–24, 21–16, 12–14 |       |             |  | A Definir Árbitros: --> |  |

### Definição do terceiro lugar
Os horários corresponderam ao fuso horário de Buenos Aires, UTC−3:00.
| 31 de março, 19:15 | Relatório | Paulistano                                    | 100–78 | Capitanes |  | Polideportivo Roberto Pando |  |
| 31 de março, 19:15 | Relatório | Placar por quarto: 23–14, 27–25, 28–19, 22–20 |        |           |  | Polideportivo Roberto Pando |  |

### Final
Os horários corresponderam ao fuso horário de Buenos Aires, UTC−3:00.
| 31 de março, 21:30 | Relatório | San Lorenzo                                  | 64–61 | Guaros de Lara |  | Polideportivo Roberto Pando Árbitros: --> |  |
| 31 de março, 21:30 | Relatório | Placar por quarto: 20–20, 13–23, 17–10, 14–8 |       |                |  | Polideportivo Roberto Pando Árbitros: --> |  |

## Premiação
| FIBA Liga das Américas 2019     |
| Argentina                       |
| ------------------------------- |
| San Lorenzo Campeão (2º título) |